# Volnei Weber
Volnei Weber (São Ludgero, 1 de julho de 1966) é um político brasileiro.
Casou com Simonete Locks Weber, com quem tem filhos.
Foi prefeito de São Ludgero. Nas eleições de 7 de outubro de 2018 foi eleito deputado estadual de Santa Catarina para a 19.ª legislatura, pelo Movimento Democrático Brasileiro (MDB).